# Hans (ime)
Hans je muško ime.

## Osobe s imenom Hans
- Hans von Aachen (1552. – 1615.), njemački slikar
- Hans Aanrud (1863. – 1953.), norveški književnik
- Hans Albers (1891. – 1960.), njemački glumac i pjevač
- Hans Christian Andersen (1805. – 1875.), danski pisac
- Hans Urs von Balthasar (1905. – 1988.), švicarski svećenik i teolog
- Hans von Below (1862. – 1933.), njemački general
- Hans von Beseler (1850. – 1921.), njemački general
- Hans Albrecht Bethe (1906. – 2005.), njemačko-američki fizičar
- Hans Blix (rođen 1928.), švedski diplomat i političar
- Hans Burgkmair (1473. – 1531.), njemački slikar i drvorezac
- Hans-Jörg Butt (rođen 1974.), njemački nogometaš
- Hans Chiari (1851. – 1916.), austrijski patolog
- Hans Birch Dahlerup (1790. – 1872.), danski mornarički časnik
- Hans Georg Dehmelt (1922. – 2017.), njemačko-američki fizičar
- Hans Eysenck (1916. – 1997.), njemačko-britanski psiholog
- Hans Fallada (1893. – 1947.), njemački književnik
- Hans Folnesics (1886. – 1922.), austrijski povjesničar umjetnosti
- Hans Frank (1900. – 1946.), njemački političar
- Hans Fritzsche (1900. – 1953.), njemački radijski komentator
- Hans-Georg Gadamer (1900. – 2002.), njemački filozof
- Hans Gaede (1852. – 1916.), njemački general
- Hans Geiger (1882. – 1945.), njemački fizičar
- Hans-Dietrich Genscher (1927. – 2016.), njemački političar
- Hans Christian Gram (1853. – 1938.), danski bakteriolog
- Hans von Gronau (1850. – 1940.), njemački general
- Hans Hanke (1912. – 1981.), njemački obersturmbannführer
- Hans von Hemmer (1869. – 1931.), njemački general
- Hans Herrmann (rođen 1928.), njemački vozač automobilističkih utrka
- Hans Hesse (1865. – 1938.), njemački general
- Hans Hofmann (1880. – 1966.), njemačko-američki slikar
- Hans Holbein mlađi (oko 1497. – 1543.), njemački slikar
- Hans Hollein (1934. – 2014.), austrijski arhitekt i dizajner
- Hans Daniel Jensen (1907. – 1973.), njemački fizičar
- Hans von Kirchbach (1849. – 1928.), njemački general
- Hans Krankl (rođen 1953.), austrijski nogometaš
- Hans Adolf Krebs (1900. – 1981.), njemačko-britanski liječnik i biokemičar
- Hans Krieger (rođen 1933.), njemački književnik
- Hans Küng (rođen 1928.), švicarski svećenik i teolog
- Hans Lindberg (rođen 1981.), danski rukometaš
- Hans Lippershey (oko 1570. – 1619.), njemačko-nizozemski znanstvenik
- Hans Luther (1879. – 1962.), njemački političar
- Hans Memling (oko 1430. – 1494.), slikar
- Hans Christian Ørsted (1777. – 1851.), danski fizičar i kemičar
- Hans Pflügler (rođen 1960.), njemački nogometaš
- Hans-Gert Pöttering (rođen 1945.), njemački političar
- Hans Rosling (1948. – 2017.), švedski liječnik, akademik, i javni govornik
- Hans-Ulrich Rudel (1916. – 1982.), njemački pilot
- Hans-Peter Rullmann (1934. – 2000.), njemački novinar i publicist
- Hans Sarpei (rođen 1976.), ganski nogometaš
- Hans Schalla (1904. – 1983.), njemački glumac
- Hans von Seeckt (1866. – 1936.), njemački general
- Hans Spemann (1869. – 1941.), njemački embriolog
- Hans Staininger (oko 1508. – 1567.), gradonačelnik poznat po svojoj dugoj bradi
- Hans Strydom (rođen 1947.), južnoafrički glumac
- Hans Stuck (1900. – 1978.), njemački vozač automobilističkih utrka
- Hans-Joachim Stuck (rođen 1951.), njemački vozač automobilističkih utrka
- Hans Tauchert (1904. – 1958.), njemački nogometni trener
- Hans Zimmer (rođen 1957.), njemački skladatelj i glazbeni producent